# Понтироло-Нуово
Понтироло-Нуово (итал. Pontirolo Nuovo) — коммуна в Италии, располагается в регионе Ломбардия, подчиняется административному центру Бергамо.
Население составляет 4232 человека, плотность населения составляет 423 чел./км². Занимает площадь 10 км². Почтовый индекс — 24040. Телефонный код — 0363.
Покровителем населённого пункта считается Архангел Михаил. Праздник ежегодно празднуется 29 сентября.